# David van Dinant
David van Dinant (waarschijnlijk Dinant, omstreeks 1160 - omstreeks 1217) was een scholastisch filosoof, een theoloog en rechtsgeleerde. Hij was een aanhanger van het pantheïsme en was de eerste in een reeks filosofische pantheïsten waarvan Baruch Spinoza de belangrijkste was. Zijn werk Quaternuli (Notitieboekjes) werd in 1210 op de kerkelijke Index geplaatst.

## Levensloop
Over het leven van David van Dinant is maar weinig bekend. Lange tijd was er twijfel over de streek van afkomst van David. Door zijn vermelding in een brief van paus Innocentius III aan de kerk van Dinant in 1206 neemt men aan dat hij eveneens afkomstig was van de Maasstad en niet van de Bretoense stad Dinan.
David studeerde volgens eigen zeggen in Griekenland (waarschijnlijker wordt Italië geacht) en bestudeerde er de klassieke werken van Aristoteles die in Europa bekend werd na de kruistochten. In het bijzonder bestudeerde David de Fysica en de Metafysica. David was een magister en gaf les aan de Universiteit van Parijs.
Er wordt aangenomen dat hij een tijd verbleef aan het pauselijk hof onder paus Innocentius III. Hij was een jurist in kerkelijke recht, de paus vermeldde hem als onze kapelaan, belast met kerkzaken.
Zijn werk Quaternuli, dat door Albertus Magnus Liber de tomis sive de divisionibus werd genoemd, werd in 1210 door de kerkprovincie van Sens op de kerkelijke Index geplaatst. Alle exemplaren van zijn werk dienden verbrand te worden. In 1215 werd de veroordeling bevestigd door Robert van Courçon, de pauselijk legaat aan de Universiteit van Parijs. Albertus Magnus geeft in zijn werk Compilatio de Novo Spiritu aan dat David uit Frankrijk wegvluchtte.

## Filosofie
Via zijn tijdgenoten Albertus Magnus en Thomas van Aquino is bekend dat David een pantheïst was. In tegenstelling tot zijn medestander Amalrik van Bena die een religieus pantheïst was, was David van Dinant een filosofisch pantheïst. Zijn opvattingen dienen gesitueerd te worden in het kader van de natuurfilosofie.
David verdeelde alle wezens tot drie categorieën: de lichamen, de zielen en de eeuwige wezens. De lichamen zijn gevormd uit stof, de zielen uit de geest en de eeuwige substanties uit God. Deze laatste drie ondeelbare beginselen hebben geen vorm en zijn dus niet te onderscheiden en zijn allen afkomstig van dezelfde oermaterie, namelijk God.
De wonderen uit de Bijbel, zoals de zondvloed en het manna probeerde hij te verklaren als natuurverschijnsel, hierover had hij dezelfde filosofische opvattingen als de stellingen die de averroïsten een halve eeuw later zouden aannemen.
David van Dinant werd beïnvloed door de Fysica en de Metafysica van Aristoteles enerzijds en door het werk van Johannes Scotus en Solomon ibn Gabirol anderzijds. Later kwam hij in conflict met Albertus Magnus en Thomas van Aquino die wilden aantonen dat het werk van Aristoteles niets met het pantheïsme te maken had nadat zowel de werken van David van Dinant als deze van Aristoteles in 1210 door de Kerk op de Index waren geplaatst.
In 1933 werden enkele fragmenten uit de Quaternuli ontdekt. Deze werden pas in 1963 uitgegeven.
Historisch gezien was David de eerste in een reeks filosofische pantheïsten waarvan Baruch Spinoza de belangrijkste was.